# الإدارة الوطنية للأدوية والأغذية والتكنولوجيا الطبية
الإدارة الوطنية للأدوية والأغذية والتكنولوجيا الطبية (بالإسبانية: Administración Nacional de Medicamentos, Alimentos y Tecnología Médica ومختصرها ANMAT)‏ هي مؤسسة تنظيمية تتبع الحكومة الأرجنتينية، وتعمل هذه الهيئة بوصفها وكالة لامركزية ذات سلطة اقتصادية ومالية ذات ولاية قضائية في جميع أنحاء الأرجنتين.
تمارس هذه المؤسسة دورًا شبيهًا لإدارة الغذاء والدواء الأمريكية.